# Chasechemuej
Chasechemuej, také Khasekhem (Kha'-Sékhem), Khasekhemwy (Kha'-Sekhemwj) byl králem, který navázal na svého předchůdce Peribsena v úsilí o sjednocení severu a jihu Egypta.
Období jeho vlády se uvádí 2610–2593 př. n. l., ale podle Beckeratha také 2709–2682 př. n. l. Řadí se jako poslední faraon 2. dynastie, ale také jako zakladatel 3. dynastie a otec faraona Džosera. Jeho zásluhou bylo sjednocení Horního a Dolního Egypta pod jednu centrální moc, takže nesporně významně přispěl k dalšímu dynamickému rozvoji 3. dynastie a vytvoření podmínek pro budoucí stavitele grandiózních pyramid.

## Historický vývoj

Pečetě (zleva doprava) na nádobách krále Chasechemueje, jeho serech se sokolem (Horus) s bílou korunou Horního Egypta, znakem sjednocení, bohyně Nechbet (znak supa), sedící na rané formě kartuše (Shen), figura poražených nepřátel

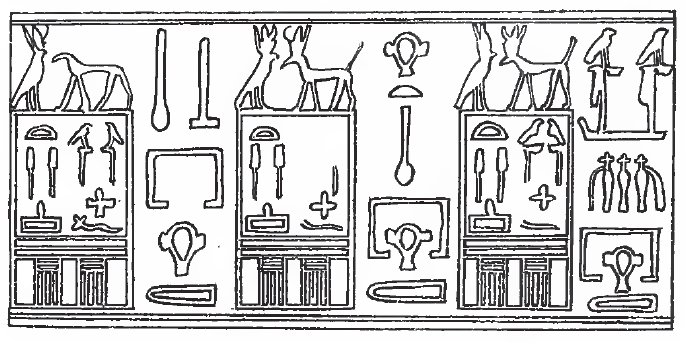
Pečeť "Chasechemuej" na nádobě - sklad státní pokladny pro redistribuci zemědělské produkce

Historické období 2. dynastie, které trvalo ~140-150 roků se přibližně v první třetině vztahuje zejména k Hornímu Egyptu, kde jsou identifikováni tři králové (Hetepsechemuej, Raneb a Ninecer), se ve střední části ztrácí v mlze rozsáhlých vnitřních nepokojů a rozbrojů mezi lokálními vládci, o kterých nejsou k dispozicí hodnověrné údaje. V poslední třetině se uvádějí dominantní králové Peribsen a Chasechemuej.
Poslední král druhé dynastie Chasechemuej je důležitou historickou postavou v mnoha ohledech. O jeho vládě je známo více než o kterémkoli z jiné dynastie, jeho dochované památky jsou zdaleka nejpůsobivější ze všech raně dynastických vládců před faraonem 3. dynastie Netjerikhetem.
Na začátku své vlády přijal Horovo jméno Chasechem, "Ten mocný se zjevil". Později však přidal symbol boha Sutecha a ke svém královském serechu si přidal přídomek   / a podle toho si také změnil jméno na duální formu Chasechemuej, Objevily se dvě síly, spolu s dodatkem " dva páni jsou s ním v míru" ⇒    ⇒   

 Je zde jistá analogie s předchůdcem Peribsenem, zejména v pokračování jeho politiky a ideologie sjednocení země.

Nápisy na artefaktech v jeho hrobce v nekropoli Abydos vypovídají, že král jihu převzal moc na severu země po násilné občanské válce v Dolním Egyptě, v deltě Nilu. Vojenský střet nakonec vyústil v Chasechemuejovo vítězství a umožnil mu sjednocení vlády Horního a Dolního Egypta. Tento proces byl završen ~ v 18. roce jeho vlády, kdy si také vzal za manželku princeznu ze severu Nimaathap.

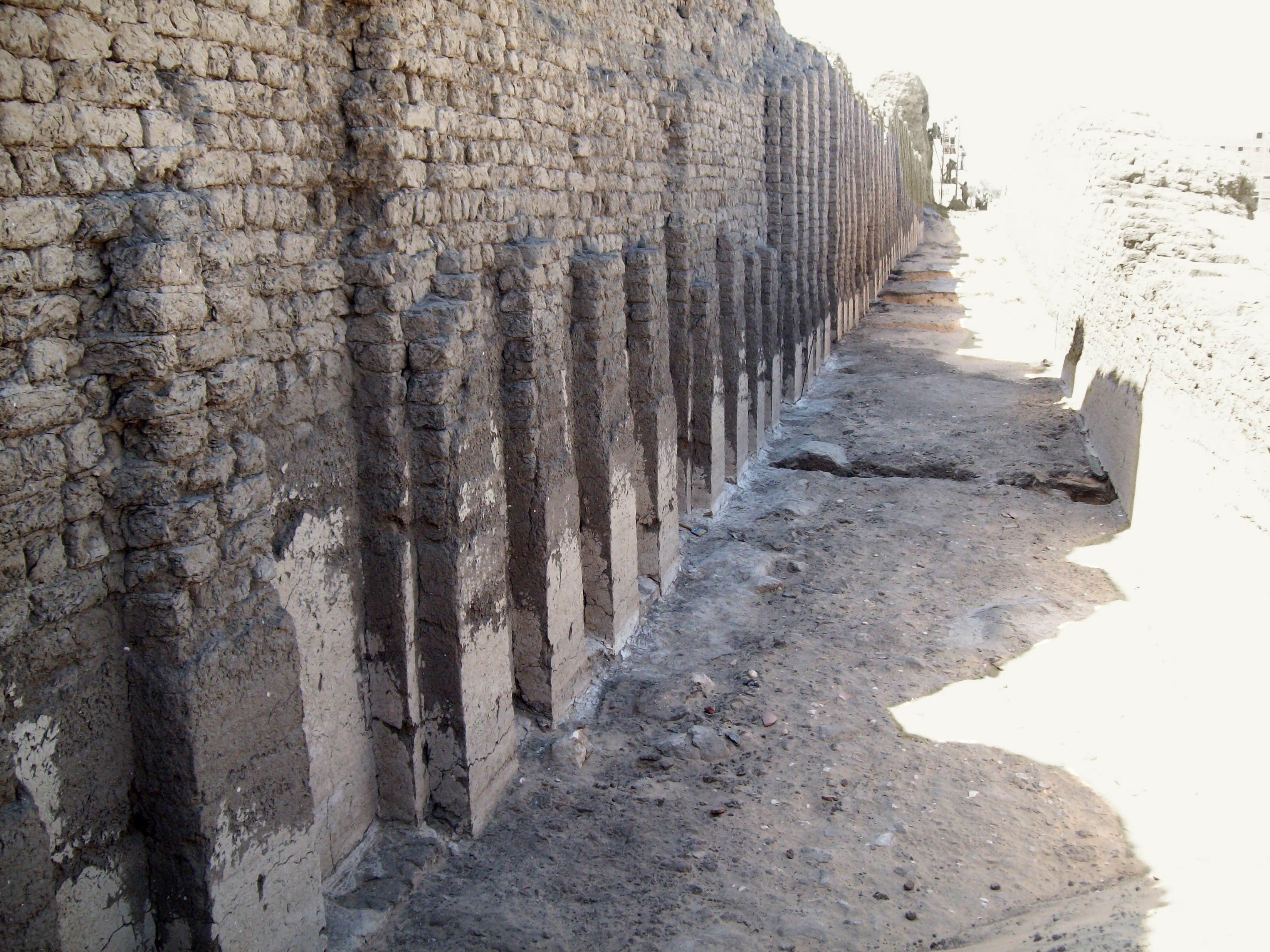
Hrobka Khasekhemwy (V), nekropole Abydos

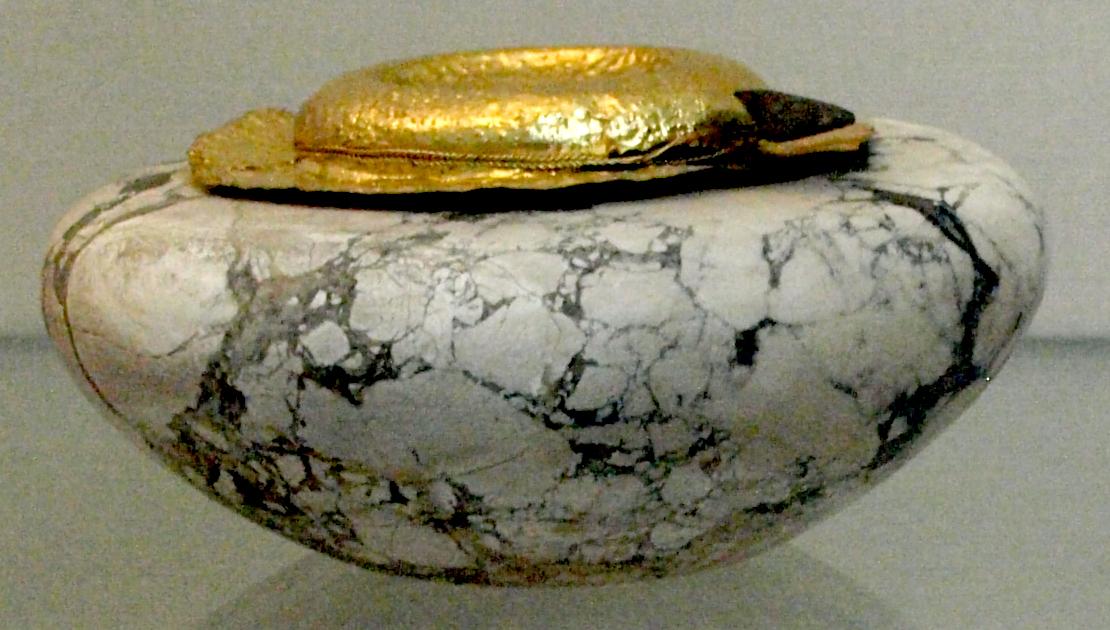
Vápencová nádoba se zlatým krytem z Chasechemuejovy hrobky; Britské Muzeum

Na památku tohoto vítězství si změnil jméno na dvojí formu, aby ukázal, že jeho úsilím se vrátil mír a harmonie do země. Mnohé údaje pocházejí ze sídla v Nechenu (Hierakonpolis), a dále nálezy s jeho jménem na kamenné nádobě nalezené v Nechenu a podobně na alabastrové míse. Z tohoto období pochází nález nádoby s pečetí, která nad serechem zobrazuje Hora (sokola) s obvyklou dvojitou korunou sjednoceného Egypta, zatím co Sutech nese korunu bílou symbol Dolního Egypta. V doplňujícím textu se čte „dům rozdělování"“, nebo také "dům štědrosti". Podle Tobyho Wilkinsona to dokládá jistou existenci centrálního administrativního systému, v tomto případě zemědělské produkce.

Jakékoli zkoumání struktury raně dynastické administrativní správy závisí do značné míry na četných otiscích pečetí získaných z královských a soukromých hrobek té dob, nicméně pečetě přičítané Chasechemuejově vládě dokládají, že shromažďování zásob pro kultovní účely, nebo potřeby královského paláce již byly administrativně evidovány a distribuovány. S tím souvisí i existence administrativního personálu, i když údaje o jejich přímé hierarchii jsou jen zlomkovité

## Hrobka Abydos (V)
Chasechemuej zvolil, obdobně jak jeho předchůdce Peribsen, před zhruba polovinou století, za místo výstavby své hrobky areál královského pohřebiště 1. dynastie. Již zmíněná, hrobka Peribsena se svojí architekturou a stavebními prvky odlišovala od hrobek králů 1. dynastie. Obdobně hrobka Khasekhemwy (V) se od Peribsenovy liší jak architekturou, tak i svoji mohutností. Je obdélníkového tvaru se stranami 69 × 12,2 m, obklopenou ohradou 123 × 64 m s stěnami tlustými ~5,35 m, které dosud dosahující výšku až 11 m. Ke stavbě byly použity hliněné cihly, které se časem v důsledku celkového zatížení částečně zbortily do komor, ale zároveň tam zakonzervovali četné cenné artefakty, které unikly vykradačům hrobů. Poblíž východního rohu byla malá budova o rozměrech 18,3 × 15,5 m. Vnitřní prostor s chodbou lemovanou 58 zděnými místnostmi, určenou k obětím, a samotnou pohřební komorou obloženou vápencovými bloky Celý objekt zaujímá plochu více než půl hektaru. Petrie byl asi prvním, kdo systematicky popsal v hrobce nalezené artefakty, které se nacházely v komorách 1–12, ať již pocházely z prvotní francouzské výpravy v roce 1897, nebo jeho vlastní expedice v roce 1901. V hrobce se zachovalo poměrně velké množství z pohřební výbavy, které uniklo vykradačům hrobů, včetně váz vyrobených z brekcie a pískovce, jehož okraje byly potaženy zlatem. Archeologie prokázala, že použití zlata jako dekorace pro záhrobní předměty bylo poprvé doloženo zde. Řemeslná dovedenost je patrná i na dochovaných měděných nádobách. Je to doklad počátku doby bronzové v Egyptě.

## Monument v Nechenu
Po znovu sjednocení země převedl Chasechemuej své hlavní město do Nechenu. Od té chvíle zde uskutečňoval rozsáhlé stavební projekty, zejména v El Kab Nechenu a Abydosu. Archeologové objevili v Nechenu impozantní „ohradu", také označovanou jako "pevnost“ z nepálených cihel. Pevnost (mapa) o rozměrech 67 m x 57 m se zdmi silnými 5 m u základny, přičemž je stále zachována a v několika místech téměř ve své původní výšce 10 m. Na vnější straně je zdobená řadou vyvýšených pilastrů vytvářejících výklenkovou „palácovou fasádou“ známou z raně dynastických královských serechů. Původně byla potažena lesklou bílou omítkou, jejíž stopy se dodnes zachovaly. Stavbu Chasechemueje potvrzuje jeden ze žulových sloupů s jeho serechem.  Scény na překladu, zejména ty s králem oblečeným v oděvu svátku Heb-Sed, naznačují, jaké aktivity se v pevnosti odehrávaly, ale nevíme kdy: v životě nebo posmrtně? Vybavení vnitřní struktury naznačuje, že pevnost není replikou mastaby pro použití v příštím světě, ale stavbou pro použití v živém světě. Potvrzuje to keramika získaná během vykopávek v roce 1999, což je datování aktivity druhé dynastie v období poloviny vlády Chasechemuej. Protože nebyla nalezena žádná keramika charakteristická pro konec jeho více než ~27-30 leté vlády, zdá se nepravděpodobné, že by pevnost byla kenotafem nebo druhým pohřebním zařízením. Místo toho mohla být tato impozantní ohrada postavena na památku králových slavností omlazení, nebo znovu sjednocení země a velkolepého festivalu, kdy se Chasechem znovuzrodil jako Chasechemuej.

## Epilog

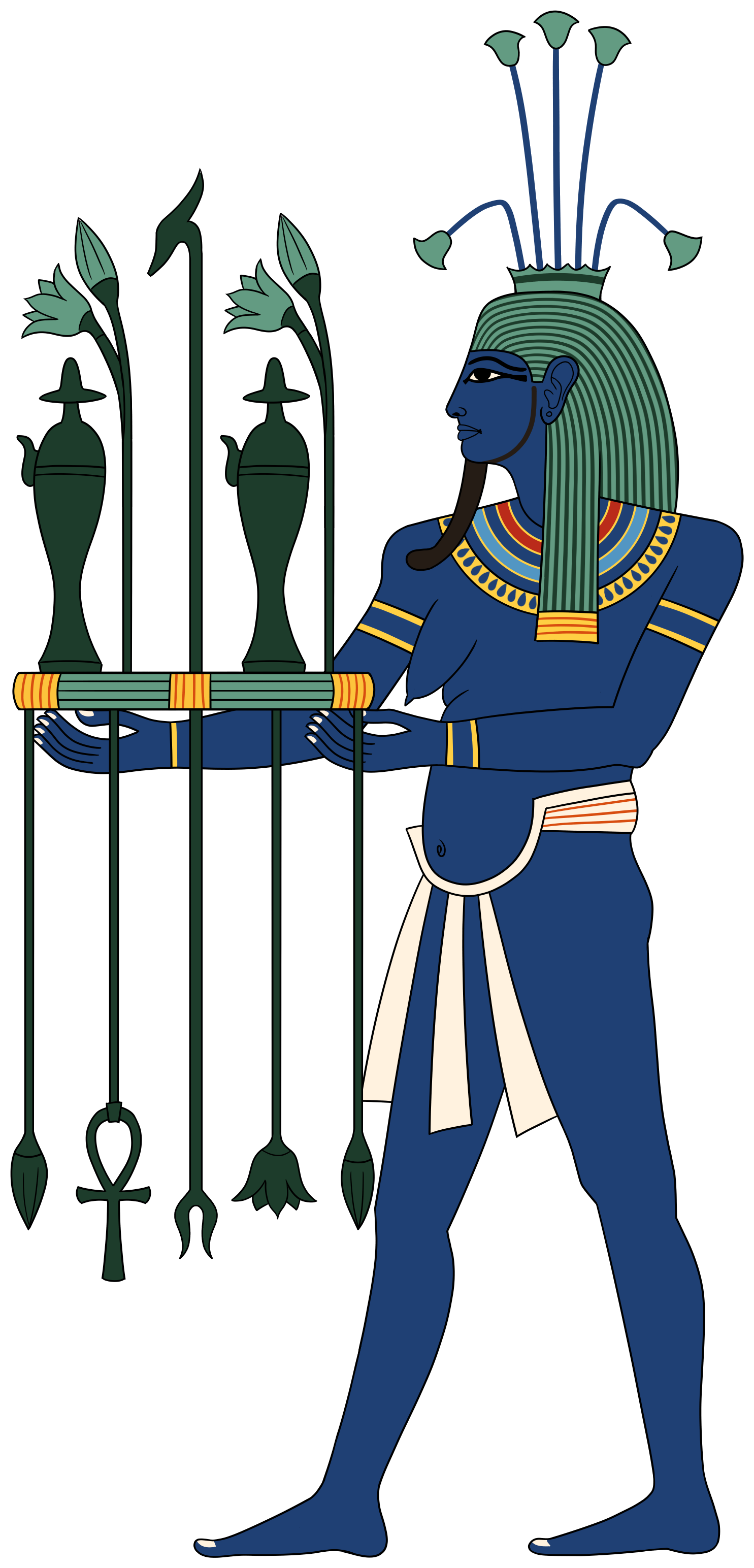
Hapi bůh Nilu, který přináší úrodu egyptskému lidu

Druhá půle trvání 2. dynastie, především počínaje vládou Peribsena, cílené sjednocení Egypta pod centrální administrativou, rozvojem hospodářství, obchodu ale i kultury, vytvořila předpoklady pro dynamický nástup 3. dynastie. Dokladem jsou realizované stavby, které ve stále mohutnější velikosti určovaly rozvoj stavebních technologií a jejich logistického zabezpečení, včetně nezbytných s tím souvisejících administrativních struktur. Byl to i rozvoj řemeslného umění výroby předmětů, jak dosvědčují v muzeích vystavované předměty, částečně zachované z pohřební výbavy v Chasechemuejově hrobce. Není pochyb, že jeho synové Sanacht a zejména jeho bratr Necerichet, měli dostatek inspirativních podnětů pro svoji příští vládu. Éra Chasechemuejovy vlády je proto v historickém kontextu důležitou fází vývoje statnosti Egypta.
Zvyšující se egyptská angažovanost v sousedních oblastech a vnucování politické kontroly nad územím mimo hranice Egypta, jsou důležitými ukazateli rostoucího sebevědomí. Intenzita zahraničních vztahů Egypta v raně dynastické období je komplexní směsí ideologie a praktické ekonomie, osvětlující některé problémy a priority, kterým čelili první egyptští vládci.
 Celou historií Egypta, který v se v četných obdobích sjednocoval, bohatl a expandoval svůj vliv na rozsáhlá území a opět se v přechodných obdobích rozděloval, se prolíná osudová dominanta - Nil řeka a jeho mytologie spolu s ochrannými bohyněmi Nechbet a Vedžat.